# Keiko Fukuda
 (juin 2024).
Si vous disposez d'ouvrages ou d'articles de référence ou si vous connaissez des sites web de qualité traitant du thème abordé ici, merci de compléter l'article en donnant les références utiles à sa vérifiabilité et en les liant à la section « Notes et références ».
Pour les articles homonymes, voir Fukuda.
Fukuda Keiko (福田敬子), née à Tokyo le 12 avril 1913 et mort à San Francisco le 9 février 2013, est une judokate japonaise.

## Biographie
Dernière élève de Jigorō Kanō, Keiko Fukuda a voyagé aux États-Unis pour enseigner et ainsi transmettre son savoir sur le judo.
Elle est la judokate la mieux classé de l'histoire du sport de combat, elle est la première et unique femme à atteindre le plus haut grade de judan (10e dan, ceinture noire).

## Carrière littéraire
Après avoir eu son diplôme en littérature[Quand ?], elle a publié deux ouvrages, tous les deux aux États-Unis :
- le premier en 1973 Né pour le Mat (Né au tapis), un manuel dédié aux femmes sur l'apprentissage des formes (katas) de judo Kodokan.
- Le second en 2005, Ju-No-Kata